# 天覧相撲
天覧相撲（てんらんずもう）は、大相撲を天皇が観戦することである。

## 進行
古くは女性が相撲を見ることを禁じられていた影響か、皇后は同席しなかったが、後述する通り1960年（昭和35年）より天皇と皇后の2人での観戦が始まった。2020年（令和2年）には、天皇・皇后の皇女、愛子内親王も同席した。
現在の天覧相撲の際には、国技館正面玄関で横綱以下役力士全員または、日本相撲協会理事など役員になっている親方が出迎え、理事長が天皇と皇后を貴賓席（両国国技館2階正面の最前列部分）まで案内する。理事長は、天皇・皇后の退席まで貴賓席に詰め、後ろの席で説明役を務める。
幕内の土俵入りの前に、「両陛下ご入場」が場内放送される。土俵入りは、普段の丸く並ぶ略式のものではなく「御前掛（ごぜんがかり）」と呼ばれる本式で行われる。行司の先導で出てきた一行は、土俵の手前で花道に整列し、天皇の席に一礼。土俵に上がり、俵にそった円形ではなく、四列・五段に並ぶ。柏手を打った後に、右2回左1回の四股を踏んで一同蹲踞。呼び上げは普段は各力士が土俵に上がる時に行われるが、御前掛では全員が蹲踞してから、まず行司、次いで下位力士から順に呼び上げられる。また内容も普段とは異なり、出身都道府県および国、所属部屋、三役の場合は地位、四股名の順。（普段は三役の地位、四股名、出身都道府県および国、部屋の順）。呼び上げられた力士は順次立ち上がり、正面に向け一礼して、土俵を出る。ただし、天皇が幕内後半の相撲のみ観戦する場合は、土俵入りを行う時点では天皇がまだ到着していないため、略式で行われる。直近で御前掛の形式で行われたのは2007年（平成19年）1月場所。なお横綱土俵入りは普段から本式のため変更点はない。
結びの一番では立行司が「この相撲一番にて本日の打止」と言うが、天覧相撲では「この相撲一番にて結びに御座ります」と言う。最後の取組が終了し、弓取式が終わると、天皇・皇后は退席する。
日曜日に行われることが慣例となっており、1月場所の中日が最も多い。ただし2006年（平成18年）1月場所と2007年（平成19年）1月場所はともに13日目（金曜日）、2010年（平成22年）1月場所、2011年（平成23年）1月場所、2016年（平成28年）1月場所、2017年（平成29年）1月場所は初日、2020年（令和2年）1月場所は14日目（土曜日）が天覧相撲となった。大相撲界で八百長や暴行などの不祥事が起こった際は相撲協会側から宮内庁に辞退を申し出る（2008年、2009年、2012年 - 2014年、2018年）。新型コロナウイルス感染拡大のため2021年以降は行われていない。

## 歴史
相撲の起源自体が、『日本書紀』にある垂仁天皇7年7月7日に行われた当麻蹴速と野見宿禰との天覧相撲であるとされる。また、21代雄略天皇は宮中の女官にふんどしを穿かせた相撲を楽しみ、40代天武天皇、45代聖武天皇、その後の天皇も天覧相撲を楽しんだとされる。
明治から昭和初期にかけては、本場所とは別に皇居で天覧相撲が行われた。特に1884年（明治17年）3月10日の明治天皇の天覧は、明治の欧風化の風潮の中で苦闘していた相撲界復活の契機となったものとして、重要な意味を持った。
1930年（昭和5年）4月29日、昭和天皇の誕生日に宮城内の覆馬場で天覧相撲が行われた。宮城内での天覧は明治以降では初めてであり、それ以前の歴史をたどると1558年（永禄元年）、正親町天皇以来約370年ぶりだといわれている（正親町天皇の時代は大相撲成立以前）。本場所の番付では中央の蒙御免（ごめんをこうむりまして）と書かれる部分に、賜天覧（てんらんをたまわる）と書いた天覧相撲専用の番付も現存する。現在では本場所が増えた影響か、別個の天覧相撲は行われず、東京本場所でのみ天覧相撲が行われるため、専用番付が用意されることもない。
最初の常設相撲場である両国国技館（初代）の落成当初から、天皇を国技館に招いての天覧相撲は想定されていた。国技館建設の国庫補助が衆議院で認可されたのを受けて、相撲協会では宮内省に打診のうえで正面席2階から4階にまたがる「玉座」（現在でいう貴賓席）を設置した。しかし、皇太子時代の大正天皇が1度、皇孫時代の昭和天皇が2度利用したのみで、在位中の天皇がこの席に座ることはないままで終わった。即位後の大正天皇の健康問題や、昭和に入ってからの時局の悪化のためと考えられる。
天皇で最初に国技館で本場所を観戦したのは昭和天皇で、1955年（昭和30年）5月場所10日目だった。最初に天皇と皇后が揃って本場所を観戦したのは1960年（昭和35年）5月場所13日目だった。それ以降、最後の観戦となった1987年（昭和62年）5月場所7日目（この年の観戦はこの場所のみ）まで（途中、1968年（昭和43年）、1973年（昭和48年）は行われず、1980年（昭和55年）から1984年（昭和59年）までは主に5月、9月場所で年2回。1985年（昭和60年）、1986年（昭和61年）は1月場所が加わり年3回。ちなみに1978年（昭和53年）9月場所6日目からは再び天皇のみの観戦となる。これは古式に復したわけではなく香淳皇后の体調不良によるもので平成になってからは天皇・皇后揃っての観戦となっている）、40回（内訳は8日目が最も多く27回、初日4回、13日目3回、千秋楽2回、4日目、6日目、7日目、10日目がそれぞれ1回）に渡り蔵前国技館、両国国技館において相撲を観戦した。また昭和天皇が初めて蔵前に行幸した際に詠んだ「ひさしくも みざりしすまひ（相撲） ひとびとと てをたたきつつ みるがたのしさ」の御製の記念碑は蔵前国技館に建立され、現在は両国国技館正面入口脇にある。
皇太子夫妻を迎えて行われる台覧、また国賓待遇となるような各国元首またはそれに近い人達（イギリスのチャールズ3世が即位前の1986年（昭和61年）、当時の妃ダイアナと来日した際にも相撲を観戦した）の場合も天覧相撲と同じ進行となる。

## 昭和天皇観戦の逸話
昭和天皇は相撲ファンとして知られ、観戦時のエピソードも多い。
- 明治時代末期、迪宮（当時）・淳宮（のちの秩父宮）・光宮（のちの高松宮）の三兄弟一緒に旧両国国技館で何度か本場所を観戦した（ただし、即位以前なので天覧ではなく"台覧"）。なかでも1912年（明治45年）5月場所3日目、横綱・太刀山と前頭5枚目・千年川の一戦は千年川が延々1時間半以上、30数回「待った」を繰り返したため（勝負は二突きであっけなく千年川の負け）、16時の帰還時刻の予定が大幅に遅れたという。
- 1964年（昭和39年）5月場所13日目、戦後10回目の天覧相撲で初めて双眼鏡を持参する。
- 1971年（昭和46年）、相撲協会は初場所から、天皇がもっと土俵の近くで観戦出来るよう蔵前国技館の正面桟敷席の最前列に貴賓席を設置したが、宮内庁から警備上の問題で中止の要請があった。このため5月場所8日目の天覧相撲では従来の2階貴賓席からの観戦となった。結局、桟敷席の貴賓席は使われることはなかった。
- 1972年（昭和47年）9月場所8日目の天覧相撲において、幕内土俵入りの際力士紹介の順序を間違えた場内放送に気付いた昭和天皇はすぐに武蔵川理事長に指摘。このほかにも、決まり手の発表を聞いた昭和天皇が「今のは○○ではないのか」と言った直後に決まり手訂正の放送がされたこともあった。
- 1975年（昭和50年）5月場所8日目、前頭筆頭・富士櫻と小結・麒麟児の対戦に身を乗り出す。天覧相撲用のとっておきの割として重宝され一般客の間でも非常に人気が高かった両者の対戦の中でも特に評価が高く天皇も絶賛、昭和屈指の名勝負として語り継がれている。
- 1977年（昭和52年）5月場所8日目の天覧相撲から宮内庁長官、総務課長らのお供がなくなる。
- 1978年（昭和53年）9月場所6日目の天覧相撲より結びの一番後の弓取式まで観覧する。
- 1988年（昭和63年）9月場所8日目に天覧相撲を予定していたが、宮内庁は「陛下が発熱のため取り止める」と発表した[6]。従って昭和天皇最後の観戦は1987年（昭和62年）5月場所7日目（両国国技館）、戦後からちょうど40回目の天覧相撲だった。なお、昭和天皇は1989年（昭和64年）1月7日に崩御しており、本来であれば1月8日（この日より平成元年）より開始する予定とされていた1月場所は服喪のため翌1月9日より1日順延する形で行われている。

## 平成期の天皇観戦の逸話
2019年（平成31年）1月20日、当時在位中であった第125代天皇明仁が皇后と共に天覧相撲へ訪れ、取り組みを観戦したのち退席しようとした際、突如どこからともなく「万歳」の声が聞こえはじめ、やがて国技館中に広まった。当時、天皇は皇太子である徳仁へ皇位を譲り、自らは上皇に即位するいわゆる「生前退位」が迫っており、これが天皇としての最後の観戦となる。この「万歳三唱」は誰かの指示でも、案内があったわけでもなく自然に起こり、やがて観客全体に広まった。海外メディアは「信じられない光景」「天皇への日本人の尊敬の現れ」と驚きをもって報じた。唱和が始まったころ、すでに退席のため出入口付近に向かっていた天皇・皇后は万歳三唱が行われていることに気が付き、天覧席に引き返し観客たちに手を振り、観客たちは天皇・皇后に対し拍手を送った。